# عصيفيات الأزهار

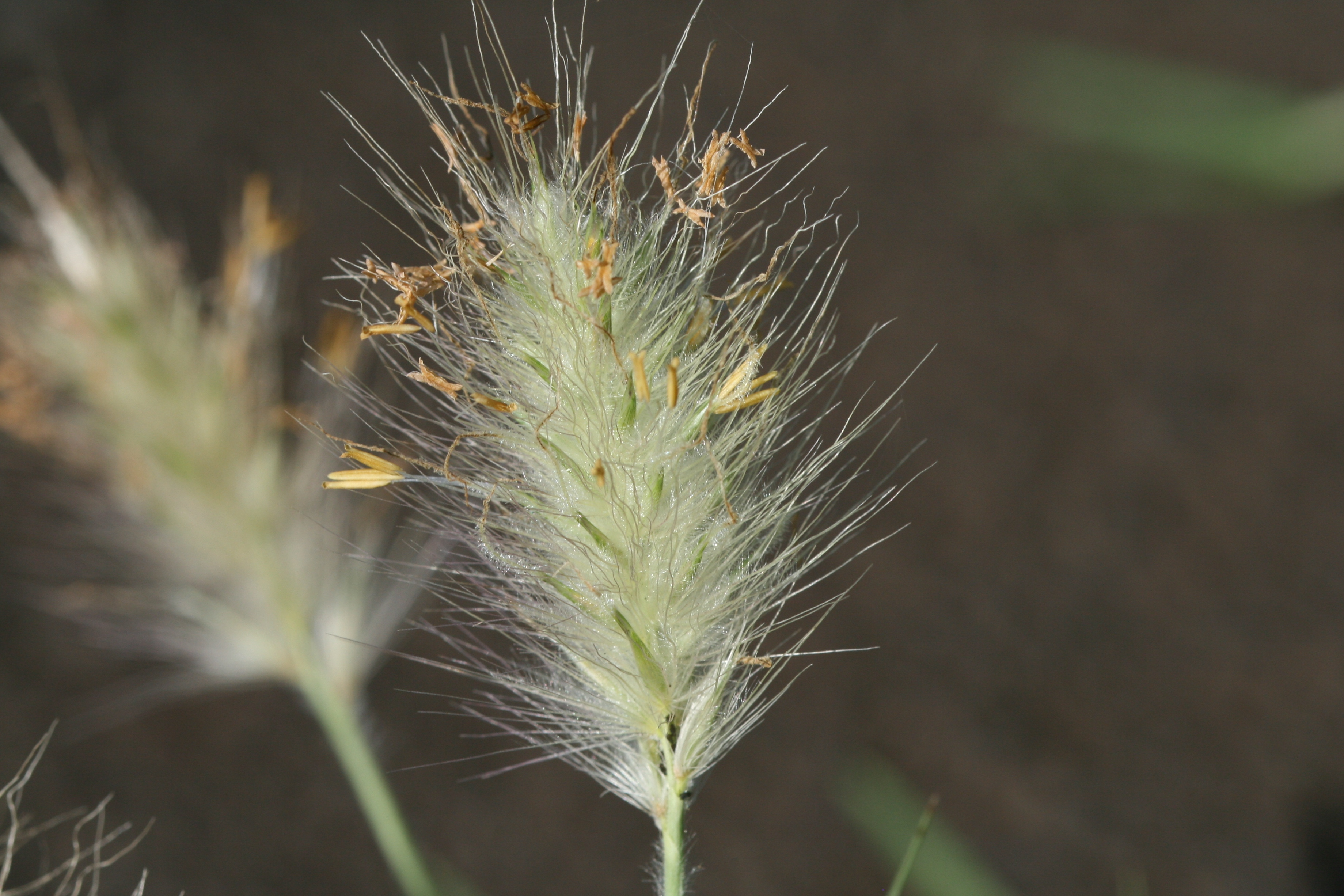
ثيوم وبري

عصيفيات الأزهار (الاسم العلمي:Glumiflora) (gluma=عصيفة + florae=الأزهار) هو اسم وصفي في علم النبات. كان يستخدم في نظام وتشتاين (بالإنجليزية: Wettstein system)‏ للدلالة على رتبة من النباتات المزهرة. هذه الرتبة تكونت من فصيلة وحيدة فقط:
- رتبة عصيفيات الأزهار
  - الفصيلة النجيلية

وضع نظام المجموعة الثانية لعلم تطور سلالات مغطاة البذور (بالإنجليزية: Angiosperm Phylogeny Group II system)‏ فصيلة العشب (النجيلية) ضمن رتبة القبئيات (الاسم العلمي:Poales). و من الأسماء الأخرى لرتبة التي تضم فصيلة العشب
- العصيفيات (الاسم العلمي:Glumaceae) و
- النجيليات (الاسم العلمي:Graminales)

ومن جهة آخرى، تم استخدام هذا الاسم أي عصيفيات الأزهار في نظام هاتشينسون (بالإنجليزية: Hutchinson system)‏ (الطبعة الأولى، المجلد الأول، 1926) للدلالة على أصنوفة أعلى ترتيباً من تصنيف الرتبة وشملت تصانيف العشب.

## وصلات خارجية
- العصيفيات من جامعة كاليفورنيا، بركلي متحف علم المتحجرات